# 팀 존슨 (영화 감독)
팀 존슨(Tim Johnson, 1962년)은 미국의 영화 감독이다. 드림웍스 애니메이션의 작품 《개미》를 시작으로 《신밧드 : 7대양의 전설》의 감독을 맡았다. 1995년 《심슨 가족》을 3D로 제작해 화제가 되었다.

## 작품
- 홈 (2015)
- 드래곤 길들이기 (2010)
- 헷지 (2006)
- 신밧드 : 7대양의 전설 (2003)
- 개미 (1998)